# Barrio Padre González (Junín)
El barrio Padre Gregorio Luis González es un barrio de la ciudad de Junín (Buenos Aires), delimitado por la Ruta Nacional n.º 7, la Avenida de Circunvalación, la Avenida Padre Respuela y la Avenida Benito de Miguel.

## Historia
Desde la instalación del Fuerte Federación en 1827, en torno al mismo se formó un pequeño pueblo, que mantuvo ese carácter durante más de sesenta años, hasta que la revolución tecnológica llegada con el ferrocarril en 1885, y con ella la inmigración europea, produjeron un enorme crecimiento de aquel pueblo, transformándolo rápidamente en ciudad. Ese crecimiento se centralizó principalmente en la parte norte de la urbanización, donde aparecieron nuevos barrios, habitados principalmente por obreros y empleados ferroviarios, que la hacían crecer en esa dirección.
Este proceso de desarrollo no encontró relación en las tierras periurbanas del sur, posiblemente por la lejanía a los talleres ferroviarios o por las dificultades que ofrecía la topografía de la zona.
Específicamente, las tierras que luego ocuparía el barrio en análisis, tenía hondonadas, terrenos anegadizos, sin rápidos drenaje de las aguas, que impedían la instalación de viviendas si no se hacían importantes obras de infraestructura. Estos motivos habrán producido la desestimación del lugar para su urbanización. 
En 1960 es nombrado cura párroco de la Parroquia Nuestra Señora del Carmen, con jurisdicción en el lugar, el padre Gregorio Luis González.
En esa época, era una zona casi despoblada. Desde 1916, la única actividad que se desarrolló en ese sector fue la de una barraca dedicada al acopio de frutos del país, ubicada en la Avenida Progreso (hoy Padre Respuela), entre Avellaneda y Moreno. Ocupaba una superficie de dieciséis hectáreas.
El padre González, trabajador incansable, sin descuidar su misión de atender espiritualmente a la comunidad católica, realizó una acción invalorable para transformar ese sector en un barrio en crecimiento y moderno. En torno de la iglesia creó un complejo educacional que comprendía desde el jardín de infantes a las etapas de la escuela primaria y secundaria.
El 19 de julio de 1994 falleció y el 17 de julio de 1999, en una emotiva ceremonia, en el marco de las fiestas patronales de la Virgen del Carmen, se impuso por Ordenanza Municipal n.º 3331, el nombre de Padre Gregorio Luis González al barrio, como homenaje al hombre que entregó su vida por su progreso.
Paralelamente, se iban desarrollando algunos hechos que modificarían el lugar, principalmente la subdivisión de las tierras en lotes y su venta en pública subasta, posiblemente como consecuencia de la tarea del padre González y que la expansión de la ciudad indujera a los propietarios a su venta, por el creciente valor de esos inmuebles.
En 1961 se subdivide el predio de la barraca en trescientos cincuenta lotes. Posteriormente se realizaron otros loteos: en 1973 se divide en sesenta lotes el predio delimitado por las calles Mariano Moreno, Sampayo, Avenida de Circunvalación y Yanquelén. Posiblemente en el mismo año, se realizó otro de cuarenta y cuatro lotes sobre Ruta 7, entre las calles Roque Vázquez, Avellaneda y Firpo. Posteriormente AMCIPA compra una quinta, la fracciona y construye un barrio residencial. Otros emprendimientos fueron la construcción del complejo habitacional 144 y Junín 90.
Simultáneamente a estas actividades y las construcciones habitacionales realizadas por particulares, la Municipalidad fue creando la infraestructura necesaria para su funcionamiento, para encontrarnos hoy, con un barrio en el que se han cubierto en un 90% los servicios de pavimento, luz, cloacas, desagüe, agua corriente, gas, etc., construyéndose en la actualidad los cordones cunetas en las calles sin pavimentar.

## La importancia del barrio
El barrio está ubicado en una zona estratégica porque:
- Convergen en las arterias que lo rodean importantes rutas carreteras que pasan por Junín: en el lado sudoeste la superposición de la Ruta Nacional n.º 7 y la Provincial n.º 65, en el lado sudeste la Avenida de Circunvalación que lo conecta con la Ruta Nacional n.º 188.
- En el lado noroeste se encuentra la Avenida Benito de Miguel, importante avenida interior, que lo comunica con el centro de la ciudad y la superposición de las Rutas 7 y 65.

Estos elementos han determinado que una importante red de industrias y comercios se hayan instalado sobre dichas arterias.
- Datos: Q5720717